# Sean Maguire
Sean Martin Michael Maguire (Ilford, 18 aprile 1976) è un attore e cantante britannico.

## Carriera
Sean Maguire arriva alla popolarità nel 1988, quando all'età di undici anni interpreta il ruolo di "Tegs" Redcliffe nella serie televisiva per bambini della BBC, nel quale continua a lavorare nel 1992. Per un breve periodo, dopo aver lasciato Grange Hill, ha interpretato il ruolo di Aidean Brosman in EastEnders.
Maguire è anche apparso in numerosi film cinematografici, fra cui il ruolo più celebre è finora quello di Leonida in 3ciento - Chi l'ha duro... la vince, parodia di 300 del 2008. Inoltre Maguire ha anche intrapreso una carriera da cantante, che l'ha portato a pubblicare tre album. Il suo miglior successo è stato Good Day, che raggiunse la posizione numero 12 della Billboard Hot 100 nel maggio 1996. Dal 2013 entra nel cast di C'era una volta nei panni di Robin Hood. Riprende il ruolo, solo per un episodio, nella serie spin off C'era una volta nel Paese delle Meraviglie.

## Filmografia

### Cinema
- Monty Python - Il senso della vita (The Meaning of Life), regia di Terry Jones e Terry Gilliam (1983)
- Waterland - Memorie d'amore (Waterland), regia di Stephen Gyllenhaal (1992)
- Out Of Depth, regia di Simon Marshall (2000)
- Il desiderio più grande (The Third Wish), regia di Shelley Jensen (2005)
- L.A. Blues, regia di Ian Gurvitz (2007)
- The Dukes, regia di Robert Davi (2007)
- 3ciento - Chi l'ha duro... la vince (Meet the Spartans), regia di Jason Friedberg e Aaron Seltzer (2008)
- The Dukes, regia di Konrad Begg (2012)

### Televisione
- A Voyage Round My Father, regia di Alvin Rakoff – film TV (1984)
- Grange Hill – serie TV, 45 episodi (1988-1991)
- Dodgem – serie TV, 6 episodi (1991)
- Genitori in blue jeans (Growing Pains) – serie TV (1992)
- Metropolitan Police – serie TV, 1 episodio (1993)
- EastEnders – serie TV, 63 episodi (1993)
- Dangerfield – serie TV, 17 episodi (1995)
- Scene – serie TV, 1 episodio (1997)
- Dear Nobody, regia di Juliet May – film TV (1997)
- Holby City – serie TV, 2 episodi (1999)
- Sunburn – serie TV, 8 episodi (2000)
- Urban Gothic – serie TV, 1 episodio (2000)
- Il principe ranocchio (Prince Charming), regia di Allan Arkush – film TV (2001)
- Off Centre – serie TV, 28 episodi (2001-2002)
- Eve – serie TV, 66 episodi (2003-2006)
- The Class - Amici per sempre (The Class) – serie TV, 19 episodi (2006-2007)
- Cupid – serie TV, 1 episodio (2009)
- Kröd Mändoon and the Flaming Sword of Fire – serie TV, 6 episodi (2009)
- Mister Eleven – serie TV, 2 episodi (2009)
- Cold Case - Delitti irrisolti (Cold Case) – serie TV, 1 episodio (2010)
- CSI: NY – serie TV, 1 episodio (2010)
- Undercovers – serie TV, 1 episodio (2010)
- Lovelives, regia di Rob Greenberg – film TV (2011)
- I fantasmi di Bedlam (Bedlam) – serie TV, 3 episodi (2011)
- Delitti in Paradiso (Death in Paradise) – serie TV, episodi 1x01-13x01 (2011-2024)
- Scott & Bailey – serie TV, 14 episodi (2012-2013)
- Criminal Minds – serie TV, 2 episodio (2013)
- C'era una volta nel Paese delle Meraviglie (Once Upon a Time in Wonderland) – serie TV, 1 episodio (2013)
- The 7.39, regia di John Alexander – film TV (2014)
- C'era una volta (Once Upon a Time) – serie TV, 56 episodi (2013-2018)
- Timeless – serie TV, episodio 1x04 (2016)
- The 100 – serie TV, episodio 6x02 (2019)
- The Magicians - serie TV (2020)

## Doppiatori italiani
Nelle versioni in italiano delle opere in cui ha recitato, Sean Maguire è stato doppiato da:
- Francesco Bulckaen in C'era una volta, C'era una volta nel Paese delle Meraviglie
- Christian Iansante in Off Centre, Scott & Bailey
- Alessandro Quarta in Il desiderio più grande
- Roberto Certomà in Delitti in Paradiso
- Pasquale Anselmo in 3ciento - Chi l'ha duro... la vince
- Alessandro Rigotti in The Class - Amici per sempre
- Riccardo Rossi in Il principe ranocchio
- Gianfranco Miranda in CSI: NY
- Stefano Crescentini in Cold Case - Delitti irrisolti
- Massimo De Ambrosis in Criminal Minds
- Gabriele Sabatini in The 7.39
- Marco Vivio in S.W.A.T.

## Discografia
- Sean Maguire (1994)
- Spirit (1996)
- Greatest Hits (1998)